# Église Notre-Dame-de-l'Annonciation de La Chaize-Giraud
L’église Notre-Dame-de-l'Annonciation est une église catholique située à La Chaize-Giraud, en France.

## Localisation
L'église Notre-Dame-de-l'Annonciation est située dans le département français de la Vendée, sur la commune de La Chaize-Giraud.

## Historique
Initialement bâtie au XIIe siècle, l’église a été reconstruite à la fin du XIXe siècle. Seuls subsistent la façade de style roman poitevin avec son portail ouvragé, le bras sud du transept, orné d'une belle fenêtre géminée d'époque gothique et une petite porte romane du côté nord.

## Protection
L'église Notre-Dame-de-l'Annonciation est classée au titre des monuments historiques en 1921.

## Galerie de photos

Façades
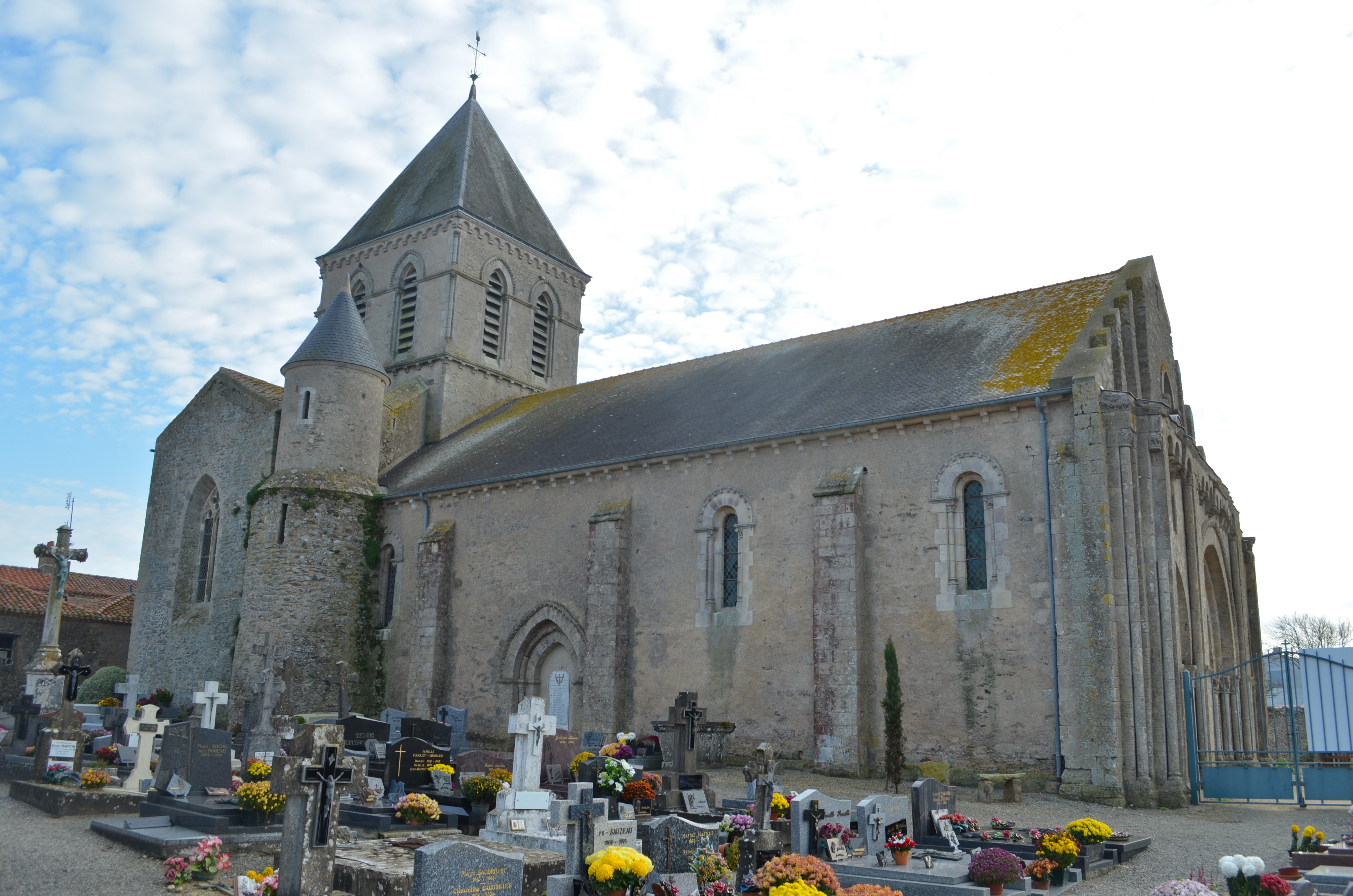
Vue depuis le cimetière attenant.
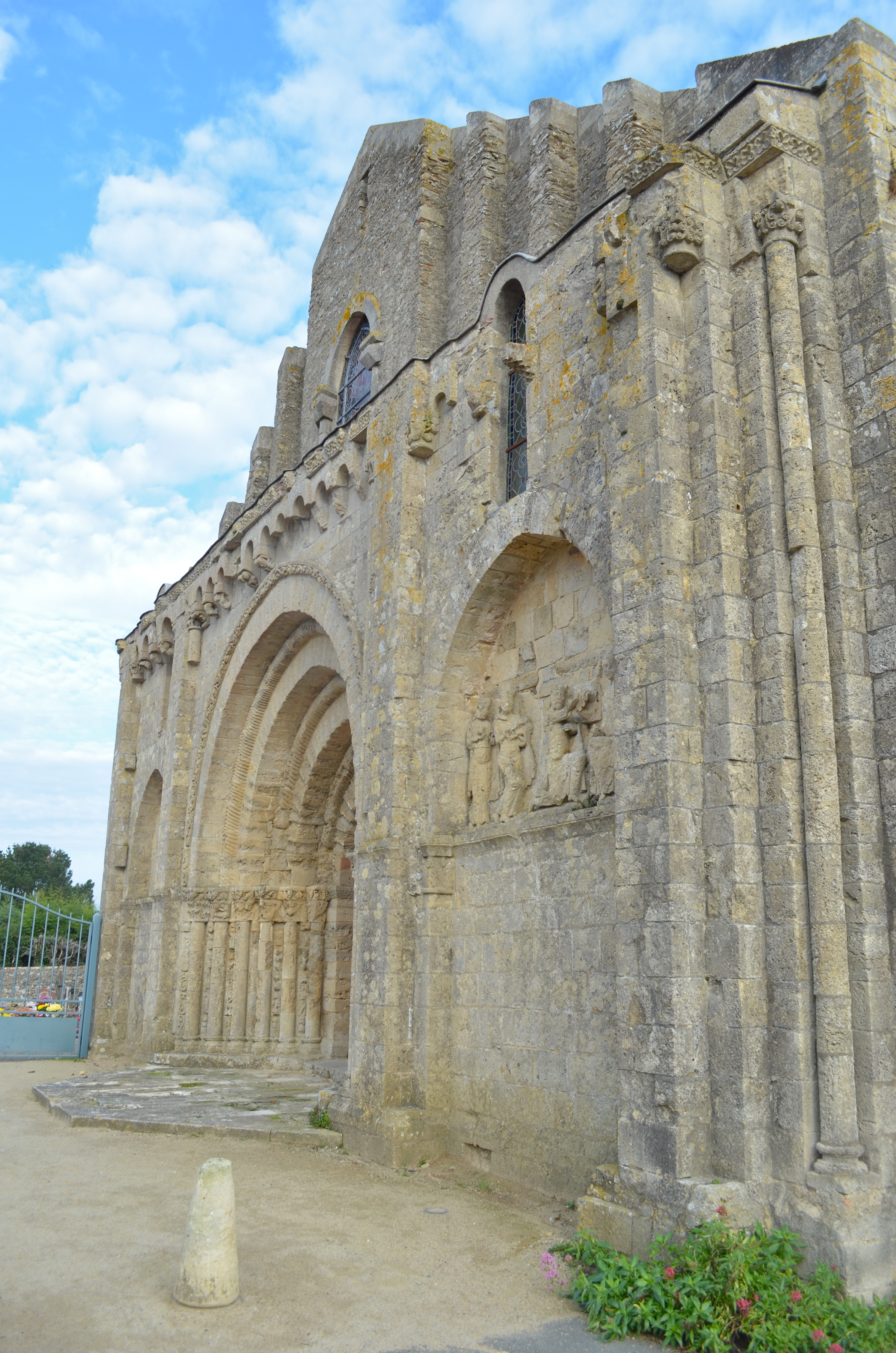
Façade occidentale.
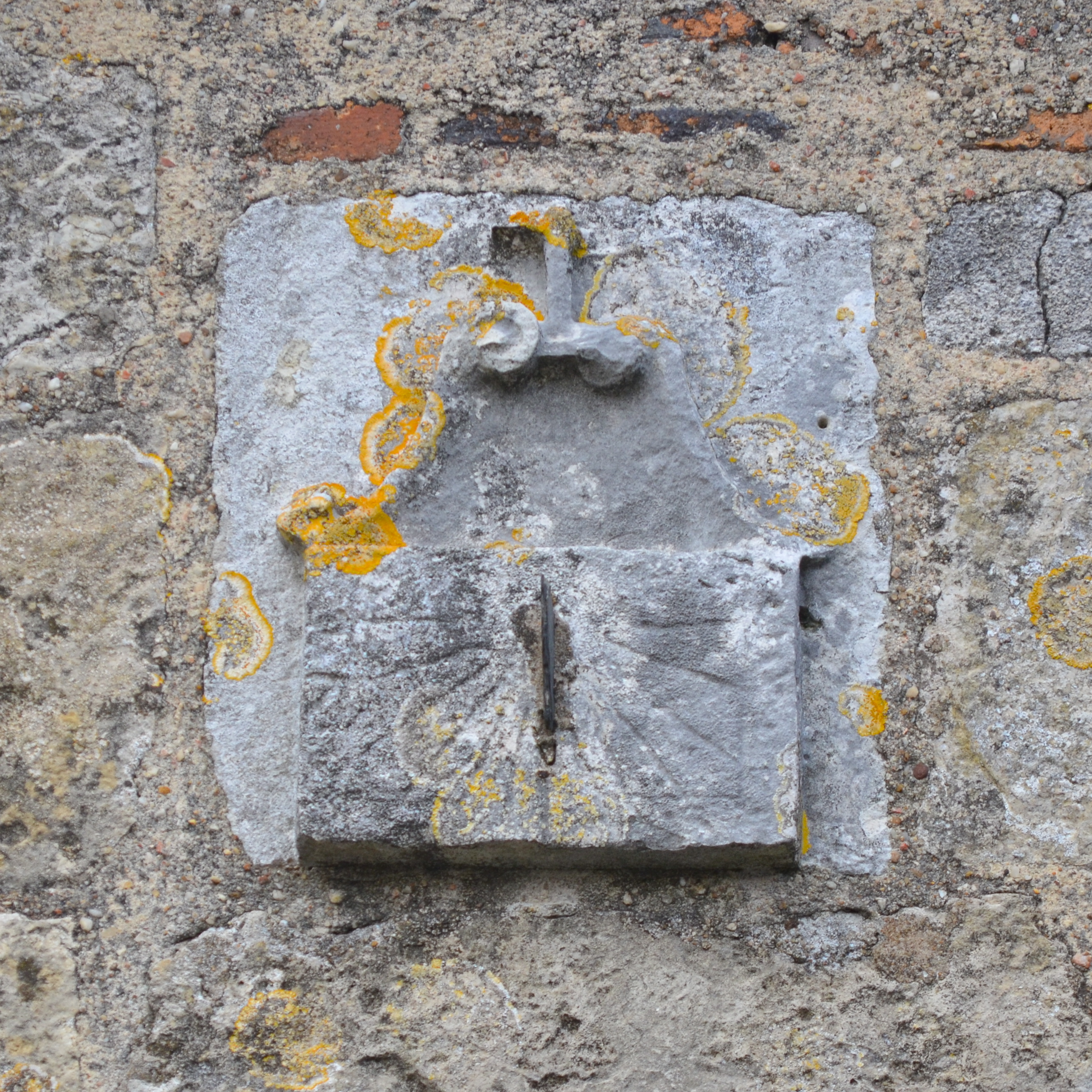
Cadran solaire sur la façade sud.

Portail et détails de la façade occidentale
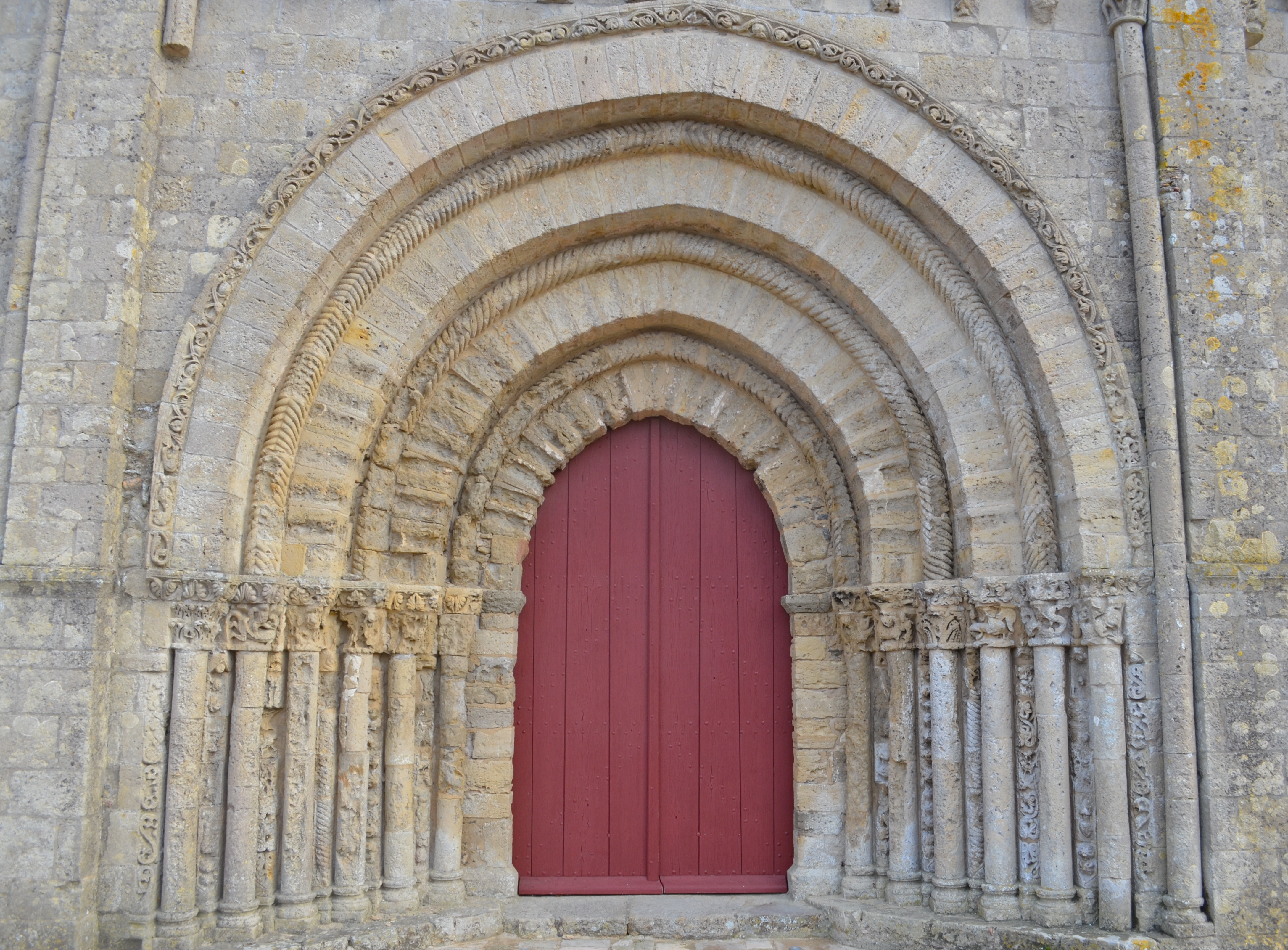
Portail à quatre voussures.
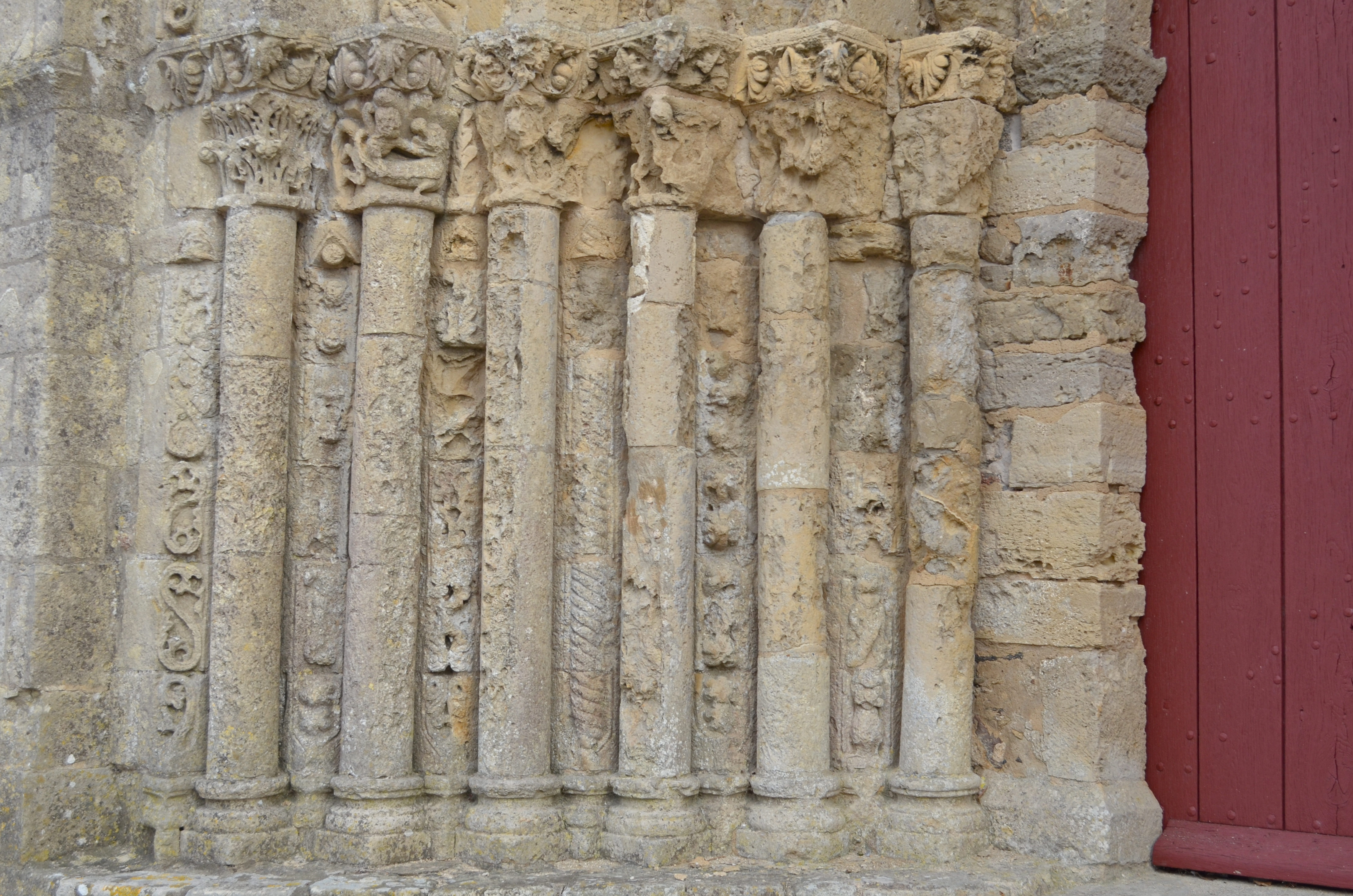
Pieds-droits du portail.
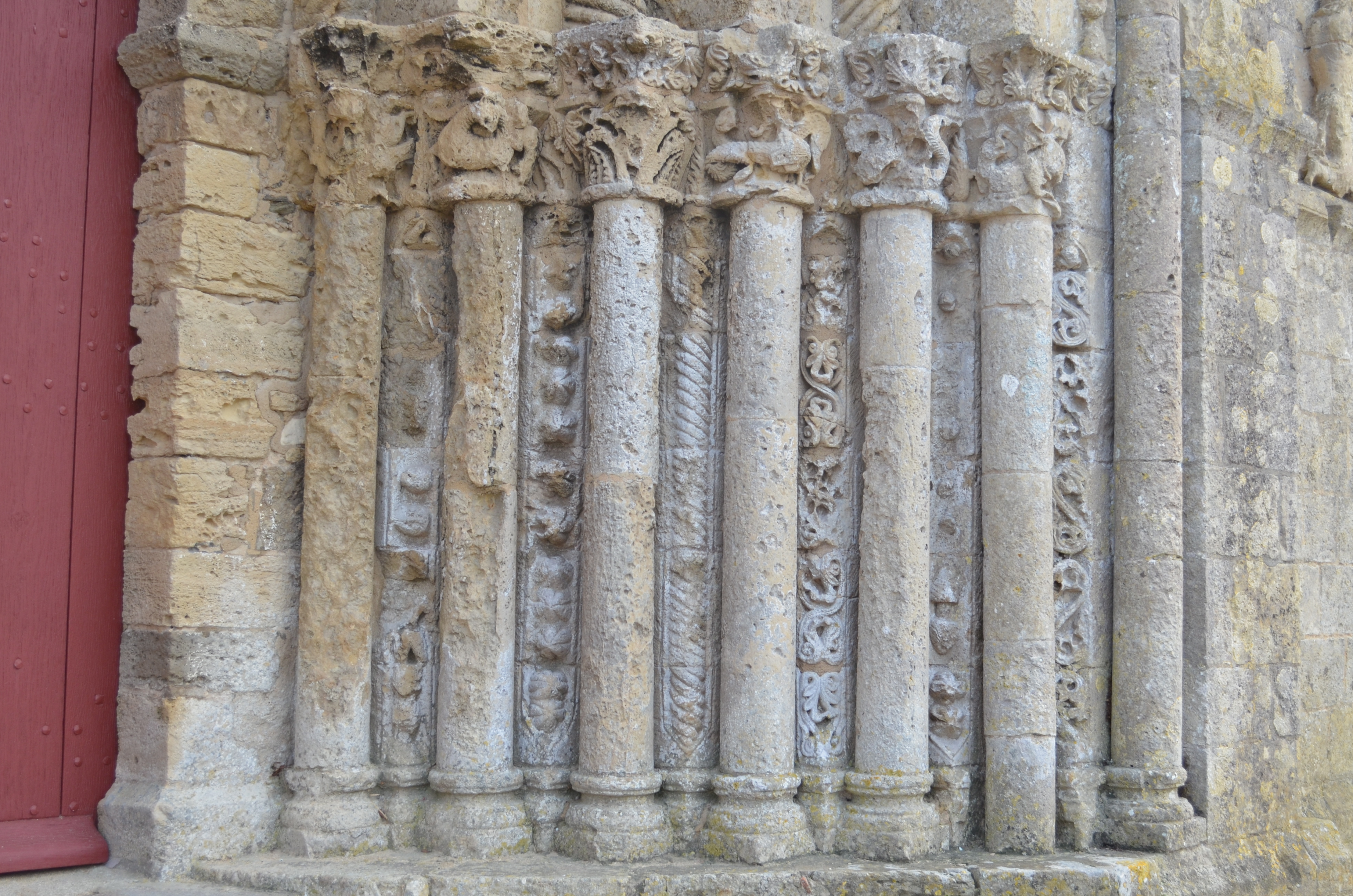
Pieds-droits du portail.
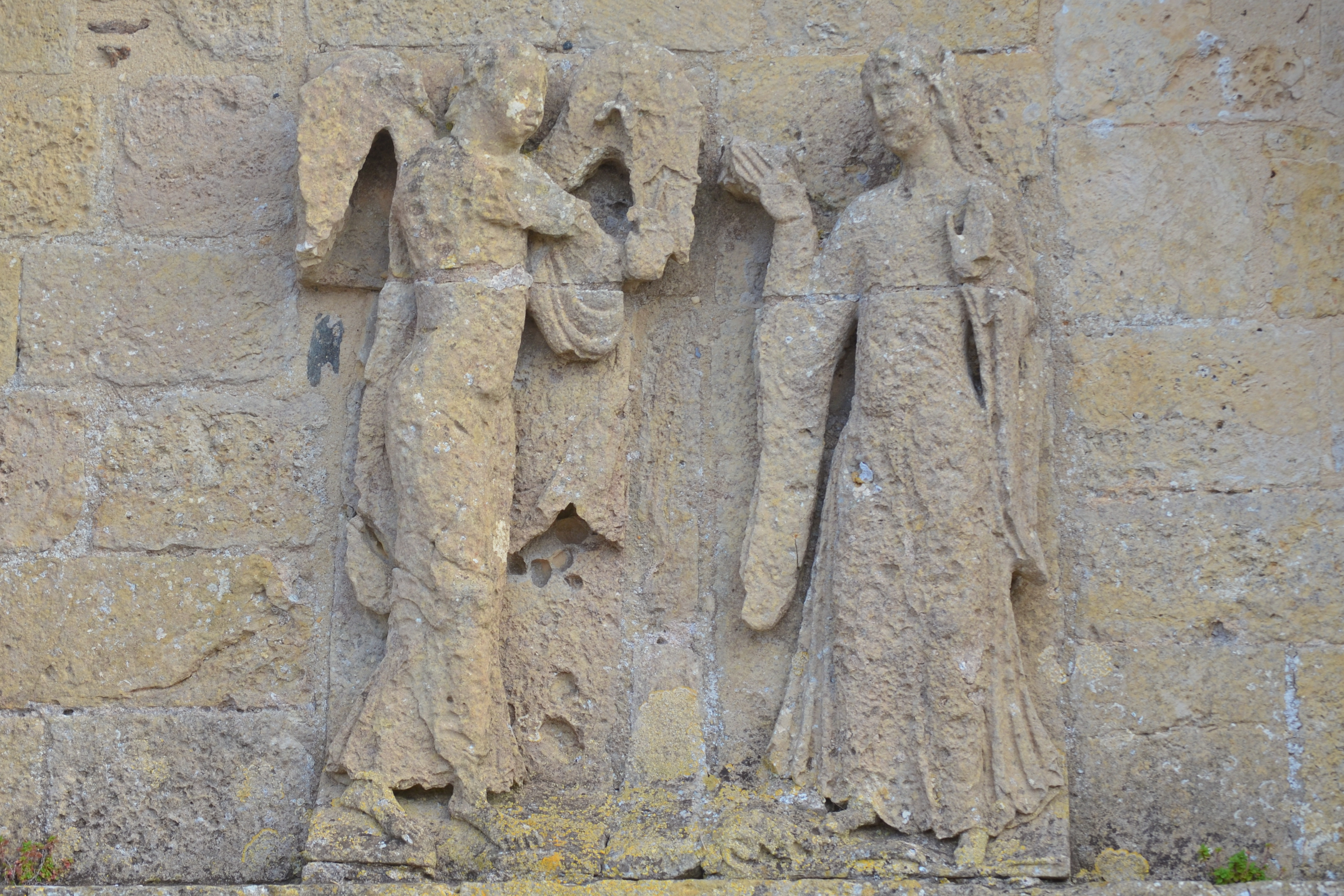
Haut relief de l'Annonciation.
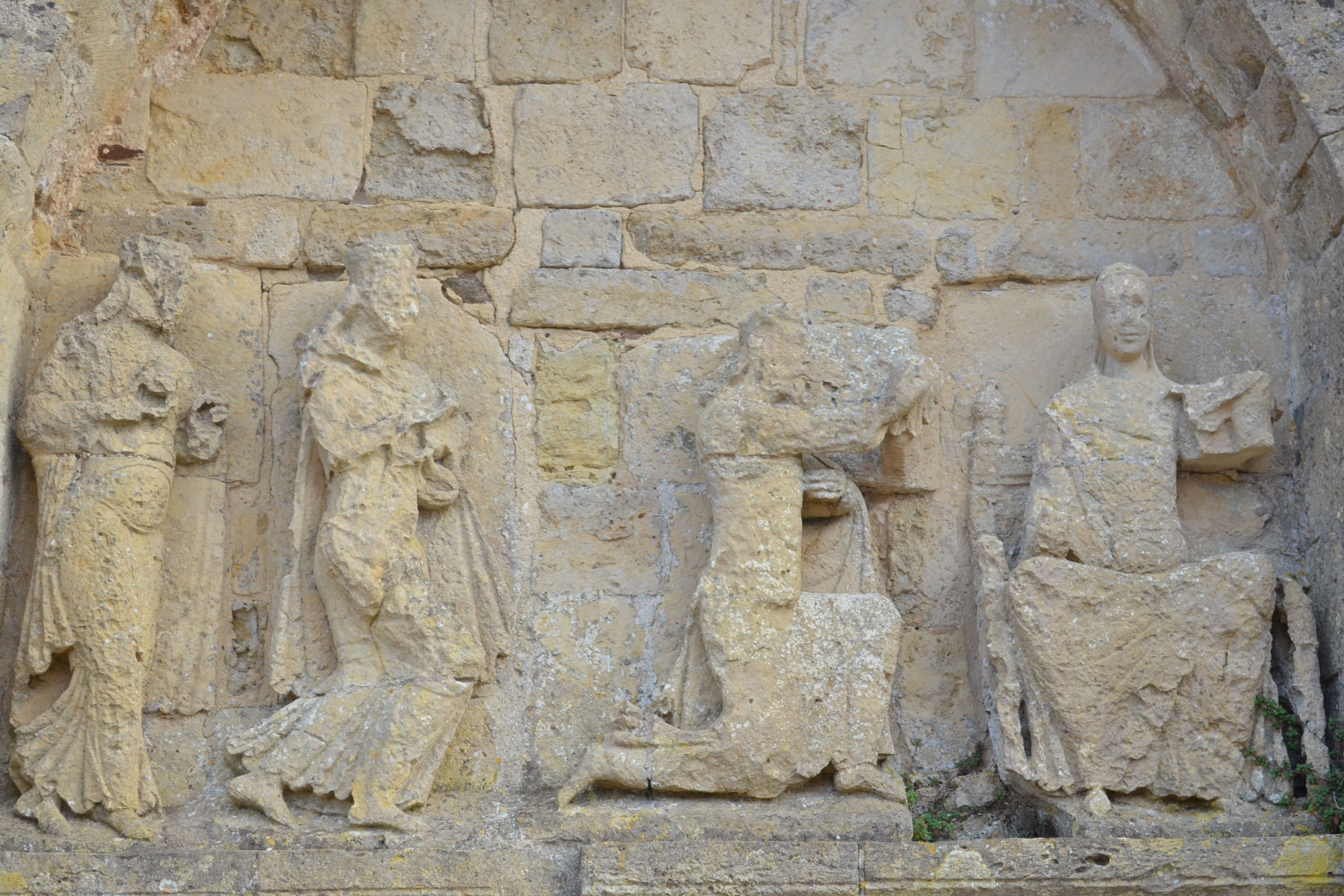
Haut relief de l'Adoration des Mages.